# Agnieszka Wagner
Pour les articles homonymes, voir Wagner.
Agnieszka Wagner (née le 17 décembre 1970 à Varsovie) est une actrice polonaise.

## Filmographie partielle
- 1991 : Beltenebros de Pilar Miró
- 1996 : Chamanka (Szamanka) d'Andrzej Żuławski
- 1997 : La Trêve (La Tregua) de Francesco Rosi
- 2001 : Quo Vadis ? de Jerzy Kawalerowicz
- 2004 : Hors de Portée ? de Leong Po-Chih
- 2016 : Je suis un tueur (Jestem mordercą)